# Thomasville, North Carolina
Thomasville är en stad i Davidson County i North Carolina. Vid 2020 års folkräkning hade Thomasville 27 183 invånare.

## Kända personer från Thomasville
- Brian Vickers, racerförare